# Краснофлотская (станция)
Краснофлотская (укр. Краснофлотське) — грузопассажирская железнодорожная станция Крымской железной дороги на линии Джанкой — Владиславовка.
Расположена в поселке городского типа Советский Советского района Крыма между станциями Нижнегорская (20 км) и Новофедоровка (12 км).

## История
Станция Краснофлотская построена в 1892 году на участке Джанкой — Феодосия. Первоначально называлась «Ички». В 1912 году переименована в «Граматиково» в честь местного помещика, мецената железой дороги. В 1952 году получила название Краснофлотская в честь советских моряков..

## Маршруты пригородного сообщения
По состоянию на ноябрь 2019 г. останавливаются только пригородные поезда.
Через станцию Краснофлотская ежедневно курсируют:
- Феодосия — Армянск (1 пара),
- Феодосия — Джанкой (1 пара),
- Керчь — Джанкой (3 пары).

Посадочные билеты можно купить в билетной кассе станции.